# Dendrobium dentatum
Dendrobium dentatum là một loài thực vật có hoa trong họ Lan. Loài này được Seidenf. mô tả khoa học đầu tiên năm 1981.